# Praia (Santa Cruz da Graciosa)
Praia es una freguesia portuguesa perteneciente al municipio de Santa Cruz da Graciosa, situado en la Isla Graciosa, Región Autónoma de Azores. Posee un área de 12,56 km² y una población total de 901 habitantes (2001). La densidad poblacional asciende a 166,0 hab/km². Se encuentra a una latitud de ºN y una longitud ºO. La freguesia se encuentra a m s. n. m. El nombre oficial es São Mateus.